# Philip Gorwood
Philip Gorwood, né le 23 novembre 1961 à Saint-Jean-de-Luz, est un psychiatre et chercheur français spécialisé dans la génétique des comportements. Chef de pôle clinique au Groupe Hospitalier Universitaire Paris psychiatrie et neurosciences (GHU PARIS site Sainte Anne)  et professeur à l'Université de Paris, il dirige une des équipes de l'unité INSERM 1266 IPNP.

## Biographie
Après des études de médecine à l'université Pierre-et-Marie-Curie, il se spécialise en psychiatrie. Chargé de recherche Inserm durant deux ans, il est nommé chef de clinique-assistant dans le service psychiatrique de l'hôpital Louis-Mourier (1994), puis praticien hospitalier-universitaire (1999), PU-PH (2008), et enfin chef de service de la Clinique des maladies mentales et de l'encéphale à l’hôpital Sainte-Anne (2014). 
Il obtient un doctorat en sciences en 1996 et se spécialise dans la recherche génétique. Il dirige avec Frédéric Rouillon l'équipe Vulnérabilité aux troubles psychiatriques et addictifs (unité Inserm U894) du Centre de Psychiatrie et Neurosciences (CPN) localisé à l'Hôpital Sainte-Anne.
Sa thèse, Génétique et alcoolisme : gènes codant les récepteurs dopaminergiques et alcoolo-dépendance reçoit le Prix de la lutte contre l'alcoolisme (2000).
Il est rédacteur de la revue European Psychiatry,.

## Publications et contributions
- Psychopharmacogenetics, Gorwood & Hamon, Springer (2006).
- Mesurer les événements de vie en psychiatrie, Masson (2004).
- « Facteurs génétiques de l’alcoolisme ». In : Alcoolisme et Psychiatrie. Adès J. & Lejoyeux M., Eds. Masson. Collection Médecine et Psychothérapie (1997).
- « Vulnérabilité génétique dans les pathologies mentales de l’enfant ». In : Psychiatrie de l’enfant et de l’adolescent. Progrès en pédiatrie. Éditions DOIN. Paris (2002).
- « Genèse de la personnalité normale et pathologique : Approches génétiques ». In : Les troubles de la personnalité. Edit Féline, Guelfi, Hardy. Flammarion (2002).
- avec C. Dubertret et J. Ades, « Psychose hallucinatoire chronique et schizophrénie d'apparition tardive : une même entité ? », in L' Encéphale, 1997, vol. 23, no 3, p. 225-231.
- Philip Gorwood, J. Feingold, J. Ades « Épidémiologie génétique et psychiatrie (I): Portées et limites des études de concentration familiale exemple du trouble panique » (lire en ligne, consulté le 19 avril 2014)
—Association Française de Psychiatrie Biologique. Réunion de Paris
— « (ibid.) », dans L'Encéphale, vol. 25, p. 21–29.

### Document sonore
- Existe-t-il une génétique des comportements ?, Université de tous les savoirs .